# Anita Pittoni
Anita Pittoni (Trieste, 6 maggio 1901 – Trieste, 8 maggio 1982) è stata una scrittrice, editrice e pittrice italiana.

## Biografia
Anita Pittoni nacque a Trieste da Angelina Marcolin (Trieste 1880-1940), una ricamatrice, e da Francesco (Cormons 1876 – Feldhof 1917), un ingegnere che lavorava presso l’Ufficio tecnico del Comune. Anita era la prima di quattro fratelli: Bruno (1902-1960), Franco (1904-1941) e Gracco (1908-1910). La famiglia abitava in via Nuova (l’attuale via Mazzini) e nel 1909 si trasferì in piazza Vico 2
Dopo aver frequentato il Liceo femminile di Trieste rinunciò agli studi universitari a causa delle precarie condizioni economiche della famiglia e, dopo un breve matrimonio, alla fine degli anni '20 iniziò a frequentare lo studio fotografico delle sorelle Wanda e Marion Wulz, mettendo in luce il suo talento artistico. Nel dicembre del 1929 presentò la sua prima mostra personale a Roma presso la galleria di Anton Giulio Bragaglia, dove espose murales, tele decorative e costumi scenici, utilizzando materiali poveri. Dal 1929 iniziò a scrivere articoli sull'arte per la rivista Domus fondata da Gio Ponti. Nel 1936 ricevette la Medaglia d'oro della Mostra dell'Artigianato a Milano, e l'anno dopo vinse il Gran Prix dell'Esposizione universale di Parigi.
Durante la seconda guerra mondiale la sua carriera si interruppe, per poi riprendersi brevemente dal 1947 al 1948, quando la legislazione sul lavoro a domicilio non le permise più di svolgere la sua professione a causa dell'esosa tassazione. Ad aggiungersi a questa situazione vi fu inoltre il precario contesto sociopolitico triestino e la mancanza di un'identità comune. Ciò portò Anita Pittoni a fondare la casa editrice Lo Zibaldone nel 1949: fu sostenuta da Giani Stuparich, Virgilio Giotti, Umberto Saba, Pier Antonio Quarantotti Gambini e Luciano Budigna. Nel 1946 rivelò la sua produzione letteraria inaugurata negli anni '30 e tenuta nascosta fino ad allora: pubblicò infatti due racconti sul settimanale Domani di Venezia. Collaborò con svariate riviste come Umana, La Fiera Letteraria, Il Piccolo, Il Gazzettino, La Nazione e Il Giornale, e dal 1951 al 1956 prese parte alla rubrica Cose di casa nostra di Radio Trieste.
Con la sua casa editrice pubblicò alcune sue opere, come Le stagioni (1951), El passeto (1966), A casa mia, La città di Bobi, nonché il racconto Passeggiata armata (1971). Inaugurò inoltre un salotto letterario presso la sua casa, al quale partecipavano sia personalità della classe intellettuale triestina che altre provenienti dal resto di Italia che si recavano occasionalmente in città. Dopo la morte del suo collega e compagno di vita Giani Stuparich, Pittoni gli dedicò il Centro di Studi Triestini
da lei fondato, il quale custodisce archivi e fonti storiche e bibliografiche. Le difficoltà finanziarie la videro costretta ad interrompere la sua attività editoriale nel 1971, ma negli ultimi anni di vita riuscì tuttavia a pubblicare alcuni articoli su Il Piccolo. Morì in solitudine all'ospedale La Maddalena di Trieste nel 1983.